# Карл фон Трир
Карл Бесарт фон Трир (на немски: Karl Bessart von Trier) е шестнадесетият Велик магистър на рицарите от Тевтонския орден.
Карл се включва в тевтонския орден през 1288 г., а през 1304 вече е велик комтур на тевтонците във Венеция, Ломбардска балия. Избран е за велик магистър през лятото на 1311, но управлението му среща вътрешна съпротива. Опитите на Карл да проведе реформи почти разцепват ордена, като разколът е преодолян с намесата на папа Йоан XXII.